# Kasteel van Pedraza
Het kasteel van Pedraza in de Spaanse provincie Segovia was de residentie van de adellijke familie Velasco. Het is opengesteld voor bezoek en voor evenementen.

## Geschiedenis
De Romeinen en de Arabieren hadden een fort op de heuvel van Pedraza. Daarvan zijn nauwelijks resten bewaard in het huidige gebouw, dat na de Reconquista werd opgetrokken.
Fernando Gómez de Albornoz kreeg het kasteel in 1369 van koning Hendrik II van Castilië en diens opvolger Johan I van Castilië beleende García González de Herrera ermee. Het bleef in de familie Herrera tot het eind 15e eeuw toeviel aan het huis Velasco, dat de condestables van Castilië leverde. De eerste van hen was Bernardino Fernández de Velasco y Mendoza, hertog van Frías. Onder zijn neef Pedro Fernández de Velasco y Tovar zaten de Franse koningskinderen Frans en Hendrik in 1529 gevangen in het kasteel. Als gijzelaars waren ze het slachtoffer van de onuitgevoerde Vrede van Madrid. Juan de Jalón, die betrokken was in een complot om hen te bevrijden, werd betrapt en terechtgesteld.
Na de afschaffing van de feodaliteit in 1811 werd het kasteel verlaten. De Spaanse schilder Ignacio Zuloaga verwierf het vervallen bouwwerk in 1925 en maakte de Torre del Homenaje weer bewoonbaar, terwijl hij de rest consolideerde. Zijn erfgenamen hebben er het Museo Ignacio Zuloaga gevestigd, waarin werk van Zuluaga en andere schilders te zien is.

## Beschrijving
Het polygonale kasteel wordt vooraan beschermd door een gracht en achteraan door een afgrond. Er is een voorburcht met ronde torens en daarachter het eigenlijke kasteel met vierkante torens. De grootste is de 15e-eeuwse donjon (Torre del Homenaje), die drie verdiepingen telt.

## Voetnoten
1. ↑  Geoffrey Parker, Keizer Karel V. Landsheer van de Nederlanden, Habsburgs wereldheerser, 2020, p. 239-240